# (35001) 1978 VN4
1978 VN4 (asteroide 35001) é um asteroide da cintura principal. Possui uma excentricidade de 0.19116970 e uma inclinação de 2.12355º.
Este asteroide foi descoberto no dia 7 de novembro de 1978 por Eleanor F. Helin e Schelte J. Bus em Palomar.